# Lorenzo Varela
Xesús Lorenzo Varela Vázquez (alta mar, travesía España-Cuba, 10 de agosto de 1916 - Madrid, 25 de noviembre de 1978) fue un escritor y poeta español, criado en Hispanoamérica y, de regreso en España, implicado en el nacionalismo gallego y luego exiliado en México, Argentina y Uruguay.

## Biografía
Nació en el barco La Navarre, durante su travesía a Cuba, en el que viajaban sus padres, originarios de Monterroso (Lugo). En 1920 la familia se trasladó a Argentina instalándose en el barrio Nueva Pompeya de Buenos Aires, donde cursó la escuela primaria. 
El joven Lorenzo volvió a Galicia en 1930 (llamado el argentino debido a su acento porteño). Durante sus estudios de bachillerato entró en contacto con miembros del Partido Galeguista, participando en grupos de estudiantes guiados por Castelao y Suárez Picallo. Del galleguismo pasó al trotskismo y se vinculó con el Partido Obrero de Unificación Marxista (POUM). 
Al terminar su bachillerato en 1935 se trasladó a Madrid donde inició su actividad intelectual, formando parte de la redacción de la revista PAN (Poetas Andantes y Navegantes). En 1936 realizó crítica literaria para el periódico liberal Sol. En 1936 formó parte de la Alianza de Intelectuales Antifascistas para la Defensa de la Cultura, junto con Rafael Dieste, José Bergamín, Federico García Lorca, entre otros.
Al iniciarse la Guerra civil se enrola y parte al frente de batalla. Llegó a ser comandante de una brigada de la undécima división. Se afilió al Partido Comunista, del que sería miembro destacado. Durante la guerra escribió para revistas republicanas como El Mono Azul y Hora de España.
En julio de 1937 participó en el II Congreso Internacional de Escritores para la Defensa de la Cultura, en Valencia, que reunió, entre otros a: Pablo Neruda, Nicolás Guillén, Ernest Hemingway, César Vallejo, Raúl González Tuñón, Octavio Paz, André Malraux y Louis Aragon. 
Al terminar la Guerra Civil, Varela cruza los Pirineos y es recluido en un campo de concentración hasta que logra embarcarse hacia México, junto con otros refugiados, en el barco de vapor francés Sinaia. En México retomó su actividad literaria participando en la dirección de revistas literarias como "Romance" y "Taller", entonces dirigida por Octavio Paz, con quien entabló una gran amistad; y publicó Elegías españolas (1940) con ilustraciones del pintor Miguel Prieto.
En 1941 partió hacia Buenos Aires, donde todavía residía su padre. Allí inició su producción como poeta y escribió sus obras más importantes: "Torres de Amor" (1942), "Catro Poemas para catro gravados", (su primer libro en gallego, 1944) y "Lonxe" (también en gallego, 1954), los tres con ilustraciones de Luis Seoane. Edita y traduce también una selección de artículos de Charles Baudelaire sobre crítica literaria y artística ("Charles Baudelaire", Buenos Aires: Poseidón, 1943). Escribe para periódicos como Clarín, El Mundo y La Nación. En Buenos Aires continuó con su actividad política, militando en el Partido Comunista Argentino. También escribió en publicaciones para los exiliados gallegos en Argentina. Entre 1947 y 1952 se instaló en Montevideo, donde mantuvo una relación amorosa con la escritora Estela Canto, antiguo amor de Jorge Luis Borges.
En 1976, muerto Franco, regresó a España. Murió en Madrid el 25 de noviembre de 1978. En 1981 sus restos fueron trasladados a Monterroso.
En 2005, la Real Academia Gallega le dedicó el Día de las Letras Gallegas.